# Hermann Josef Schmitz
Hermann Josef Schmitz (* 12. November 1936 in Köln; † 18. November 2016 in Willich) war ein deutscher Politiker (CDU). Er war von 1990 bis 2000 Abgeordneter des Landtages von Nordrhein-Westfalen.

## Beruflicher Werdegang
Hermann Josef Schmitz besuchte nach der Volksschule bis 1953 das Dreikönigsgymnasium in Köln. Die darauf folgende landwirtschaftliche Ausbildung schloss er am 4. Oktober 1958 als staatlich geprüfter Landwirt an der Rheinischen Höheren Landbauschule Brühl ab. Am 30. Juni 1961 absolvierte er die landwirtschaftliche Meisterprüfung vor der Landwirtschaftskammer Rheinland. Seit 1963 arbeitete er als selbstständiger Landwirt.
Von 1987 bis 2003 war Schmitz Vorsitzender der Kreisbauernschaft Krefeld-Viersen und gehörte dem Vorstand des Rheinischen Landwirtschaftsverbandes (RLV) an. Zwischen 1993 und 1999 war er Vizepräsident des RLV. Darüber hinaus war Schmitz von 1997 bis 2009 Vorsitzender des Rheinischen Verbandes der Eigenjagdbesitzer und Jagdgenossenschaften. Im Jahr 1996 wurde er in den Vorstand der Raiffeisen Waren-Zentrale Rhein-Main (RWZ) und zu deren ehrenamtlichem Vorstandsvorsitzenden gewählt. Dieses Amt übte er bis ins Jahr 2000 aus.

## Politik
Schmitz trat 1972 in die CDU ein. Bereits zwei Jahre später wurde er in den Willicher Stadtrat gewählt, dem er von 1975 bis 1990 angehörte. Von 1980 bis 1988 führte der den CDU-Stadtverband Willich als Vorsitzender. Im Jahr 1981 wurde er stellvertretender Vorsitzender des CDU-Kreisverbandes Viersen. Bei der Kommunalwahl am 30. September 1984 wurde Schmitz zudem in den Kreistag des Kreises Viersen gewählt, dem er bis 1994 angehörte.
Vom 31. Mai 1990 bis zum 1. Juni 2000 war Schmitz Abgeordneter des Landtages von Nordrhein-Westfalen. In der 11. Wahlperiode zog er über die Landesliste der CDU, auf der er auf Listenplatz 43 stand, ins Parlament ein. In der 12. Wahlperiode wurde Schmitz als Direktkandidat im Landtagswahlkreis Viersen I direkt in den Landtag gewählt. Im Landtag gehörte er dem Ausschusses für Ernährung, Landwirtschaft, Forsten und Naturschutz, sowie dem Ausschuss für Europa und Eine-Welt-Politik an.
Am 18. November 2016, eine Woche nach seinem 80. Geburtstag, starb Hermann Josef Schmitz auf dem heimischen Bauernhof. Er hinterließ seine Frau und zwei erwachsene Kinder. Die CDU des Kreises Viersen würdigte in ihrem Nachruf seinen „rheinischen Humor“ und bezeichnete ihn als „Volksvertreter alter Prägung“.

## Auszeichnungen
Für sein vielfältiges Engagement wurde Hermann Josef Schmitz im Jahr 2000 mit dem Verdienstorden der Bundesrepublik Deutschland ausgezeichnet. Im Jahr 2003 erhielt er vom Rheinischen Landwirtschaftsverband die Felix-Freiherr-von-Loe-Ehrenplakette.